# Едер Жофре
Едер Жофре (порт. Éder Jofre, 28 березня 1936 — 2 жовтня 2022) — бразильський професійний боксер, чемпіон світу Національної боксерської асоціації (1960—1965) і WBC (1963—1965) в легшій вазі та WBC (1973—1974) в напівлегкій вазі, один з найкращих боксерів легшої ваги всіх часів.
2002 року журнал «Ринг» визнав Жофре 19-им у списку з 40 найкращих боксерів за останні 80 років.
1992 року був прийнятий до Міжнародної зали боксерської слави і на 2023 рік залишається єдиним бразильцем, який отримав таку честь.

## Аматорська кар'єра
На Олімпійських ігор 1956 переміг Тейна М'їнта (Бірма) і програв Клаудіо Барріентосу (Чилі).

## Професіональна кар'єра
23 березня 1957 року дебютував на професійному рингу. Того року провів дванадцять поєдинків. Впродовж 1958—1959 років провів ще 20 боїв. В цих боях він здобув 29 перемог, лише 3 закінчивши внічию.
19 лютого 1960 року в бою за титул чемпіона Південної Америки в легшій вазі Жофре втретє бився з Ернесто Мірандою, два поєдинки з яким до цього завершилися нічиїми. Цей 15-раундовий поєдинок завершився перемогою за очками Жофре, який заволодів першим у своїй кар'єрі титулом.
У четвертому бою з Мірандою 10 червня 1960 року Жофре зберіг титул, нокаутувавши суперника в третьому раунді.
Після другої перемоги над Мірандою провів три нетитульні бої, нокаутувавши суперників, серед них і Клаудіо Барріентоса (Чилі), якому поступився на Олімпіаді 1956.
18 листопада 1960 року у Лос-Анджелесі (США) завоював вакантний титул чемпіона світу NBA у легшій вазі, нокаутувавши у шостому раунді Елоя Санчеса.
Жофре зберігав свій титул з 1960 по 1965 рік. Впродовж 1960—1964 років він провів 12 переможних боїв (у тому числі 8 захистів титулу) проти бійців першокласного рівня, боксуючи не лише у Бразилії, а і у Венесуелі, США, Японії, Філіппінах і Колумбії.
Після бою 4 квітня 1963 року з Аокі Кацутосі (Японія) Жофре також був визнаний чемпіоном світу в легшій вазі за версією WBC.
18 травня 1965 року втратив титули чемпіона світу, програвши у Нагої (Японія) Харада Масахіко розділеним рішенням в 15-раундовому бою. Провівши один проміжний бій, в реванші 31 травня 1966 року Жофре програв Хараді одностайним рішенням, після чого взяв перерву на три роки.
1969 року піднявся у напівлегку вагу і 5 травня 1973 року відібрав у Хосе Легра (Іспанія) звання чемпіона WBC у напівлегкій вазі, здобувши перемогу рішенням більшості. В наступні роки до закінчення кар'єри провів ще 10 переможних боїв, хоча лише один з них був захистом титулу (проти Вісенте Сальдівара (Мексика)), і 17 червня 1974 року Жофре був позбавлений титулу WBC через бездіяльність.